# Vies privées (film, 1991)
Pour plus de détails, voir Fiche technique et Distribution.
Vies privées (Súkromné zivoty) est un film tchécoslovaque réalisé Dušan Hanák, sorti en 1991.

## Fiche technique
- Titre original : Súkromné zivoty
- Titre français : Vies privées
- Réalisation : Dušan Hanák
- Scénario : Katarína Bencicová et Dušan Hanák
- Photographie : Jozef Krivošík
- Montage : Alfréd Benčič
- Musique : Václav Hálek et Milan Svoboda
- Pays d'origine : Tchécoslovaquie
- Format : Couleurs - 35 mm
- Genre : drame
- Durée : 90 minutes
- Date de sortie :
  - Tchécoslovaquie : 5 septembre 1991

## Distribution
- Jana Šulcová : Nada
- Magda Vášáryová : Elena